# Božetice
Božetice település Csehországban, Píseki járásban. Božetice Sepekov, Přeštěnice, Vlksice, Nadějkov, Jistebnice és Opařany településekkel határos. Lakosainak száma 337 fő (2024. január 1.).

## Népesség
A település lakosságának változását az alábbi diagram mutatja:
| Lakosok száma | 762  | 756  | 718  | 585  | 406  | 398  | 369  | 367  | 347  | 337  |
|               | 1869 | 1890 | 1921 | 1950 | 1980 | 2001 | 2017 | 2019 | 2022 | 2024 |